# Phaedimus zebuanus
Phaedimus zebuanus är en skalbaggsart som beskrevs av Miksic 1972. Phaedimus zebuanus ingår i släktet Phaedimus och familjen Cetoniidae. Inga underarter finns listade i Catalogue of Life.